# Дпрабак
Дпрбак (вірм. Դպրաբակ) — село в марзі Гегаркунік, на сході Вірменії. Село розташоване на річці Гетік на північний захід від міста Чамбарак, на південний схід від міста Діліжан та на південь від міста Іджеван.